# Elaphoglossum macrophyllum
Elaphoglossum macrophyllum là một loài thực vật có mạch trong họ Lomariopsidaceae. Loài này được (Mett. ex Kuhn) H. Christ mô tả khoa học đầu tiên năm 1905.